# Gilmoreosaurus arkhangelskyi
 Gilmoreosaurus arkhangelskyi es una especie dudosa del género extinto Gilmoreosaurus (“lagarto de Gilmore”) de dinosaurio ornitópodo hadrosauroide que vivió a finales del período Cretácico en el Coniaciense, hace aproximadamente 89 millones de años en lo que es hoy Asia. Nessov lo describió en 1995 de la Formación Bissekty, hace 89 millones de años. Sin embargo, estos se basan en restos muy fragmentarios, y su clasificación es dudosa.